# 陳展熙
陳展熙（Vincent Chan）英國華裔演員，香港西貢區鹽田梓村民。

## 生平
出生於英國西南區域德文郡托貝。 2004年加入托貝青年保齡球隊，在谢菲尔德參加英格蘭北部青年公開賽。2005年在托基三人組比賽代表托貝。
2013年加入美國AwesomenessTV，在香港拍鹽田梓的動土禮，2015年返回拍重回鹽田仔的紀錄片。 2016年成為一位加拿大電影愛的空間（The Space Between）出品人，參加2016年上海國際電影電視節。

## 作品

### 電影
| 年 份  | 英文片名                                  | 中文譯名         |
| 2005年 | Rumble in Torbay                          | 醉拳之子         |
| 2005年 | Cop Story                                 | 青年警察隊       |
| 2006年 | Fierce Tigers Flying Dragon               | 醉拳之子續集     |
| 2010年 | Cop Story Redux                           | 青年警察隊終極版 |
| 2010年 | Inescapable Dream                         | 惡夢             |
| 2011年 | Inescapable Curse                         | 惡魔             |
| 2011年 | New Inescapable Dream                     | 新惡夢           |
| 2012年 | Legend of the Fierce Tigers Flying Dragon | 猛虎飛龍傳奇     |
| 2013年 | The Greatest Victory                      | 最偉大的勝利     |
| 2013年 | The Z Line                                | Z線              |
| 2013年 | Running from Defeat                       | 逃避             |
| 2014年 | Advanced Home Security                    | 保安措施         |
| 2014年 | Torbay: New Horizon                       | 托貝:新邊防      |
| 2014年 | Bad Day                                   | 一天             |
| 2015年 | Fight the Fever                           | 高燒決鬥         |
| 2015年 | 2 Mates                                   | 兩個朋友         |
| 2015年 | One-Night Stand?                          | 一夜情           |
| 2016年 | The Space Between                         | 愛的空間         |
| 2017年 | Breathe Easy                              | 呼吸             |
| 2021年 | Titans                                    | 巨人迪加         |

### 電視劇
| 年 份  | 英文片名        | 中文譯名 |
| 2007年 | Mission on Fire | 火的心   |

### 紀錄片
| 年 份  | 英文片名                             | 中文譯名     |
| 2013年 | Yim Tin Tsai Groundbreaking Ceremony | 鹽田仔動土禮 |
| 2015年 | Yim Tin Tsai Revisited               | 重回鹽田仔   |

## 外部連結
- 陳展熙的Instagram帳戶
- 陳展熙的Facebook專頁
- （英文） 陳展熙官方網站 （页面存档备份，存于）
- 陳展熙在互联网电影资料库（IMDb）上的資料（英文）